# Schweikert (Kaunertal)
Der Schweikert ist ein 2879 m (nach anderen Angaben 2881 m) hoher Berg im Kaunergrat in den Ötztaler Alpen, im österreichischen Bundesland Tirol. Er ist die zweithöchste Erhebung im Massiv des Hochrinneggs (Doppelgipfel mit 3067 und 3027 m). Durch seine leichte Erreichbarkeit von der Verpeilhütte aus, ist er ein beliebtes Tourenziel. Die erste dokumentierte touristische Erstbesteigung gelang im Jahr 1893 S. Simon.

## Lage und Umgebung
Der Schweikert liegt im ost-westlich verlaufenden Grat des Hochrinneggmassivs, einer Berggruppe, nördlich des Verpeiltales, einem östlich vom Kaunertal abzweigenden Nebental. Benachbarter Berg ist im Osten das Hochrinnegg mit seinem Doppelgipfel. Nach Norden fällt der Schweikert ab ins Gsalltal, nach Süden ins Verpeiltal und im Westen ins Kaunertal. Der nächstgelegene dauerhaft besiedelte Ort ist Feichten im Kaunertal, das etwa zwei Kilometer Luftlinie in westsüdwestlicher Richtung liegt. 

## Touristische Erschließung
Als Stützpunkt für eine Besteigung des Schweikerts dient die auf 2025 Metern Höhe östlich von Feichten im Verpeiltal liegende Verpeilhütte, von der aus der Gipfel in etwa 2½ Stunden Gehzeit in teilweise stark ausgesetzter Wanderung im Schwierigkeitsgrad UIAA I zu erreichen ist. Kletterrouten im Schwierigkeitsgrad UIAA III bis IV gibt es am Nordwestgrat. Eine gebohrte Sportkletterroute mit dem Namen Wiesa Jaggl, mit 12 Seillängen und Schlüsselstellen im UIAA-Grad VII-, wurde 2004 von Florian Schranz und Matthias Ragg eröffnet. 

## Impressionen

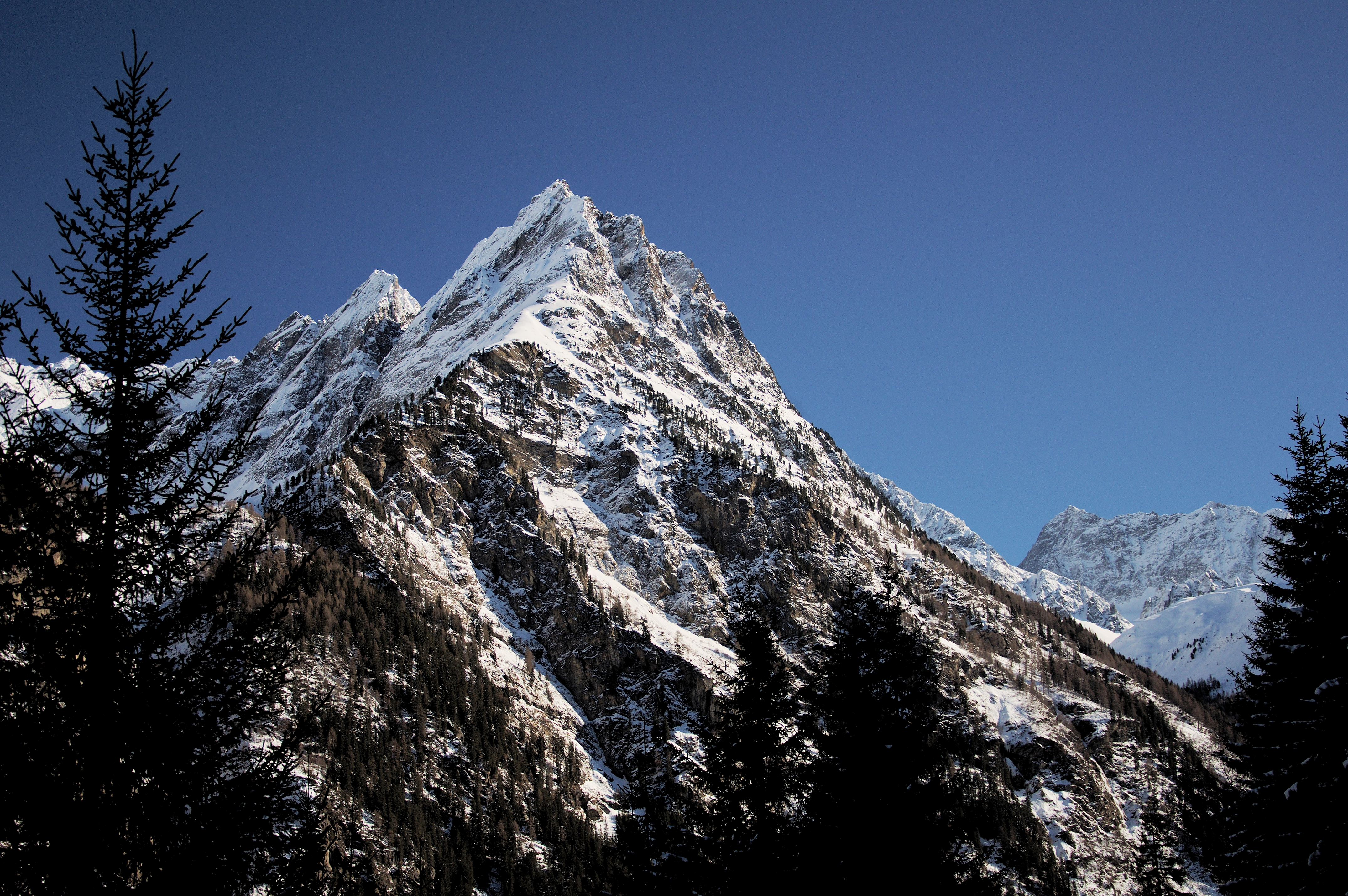
Schweikert im Winter
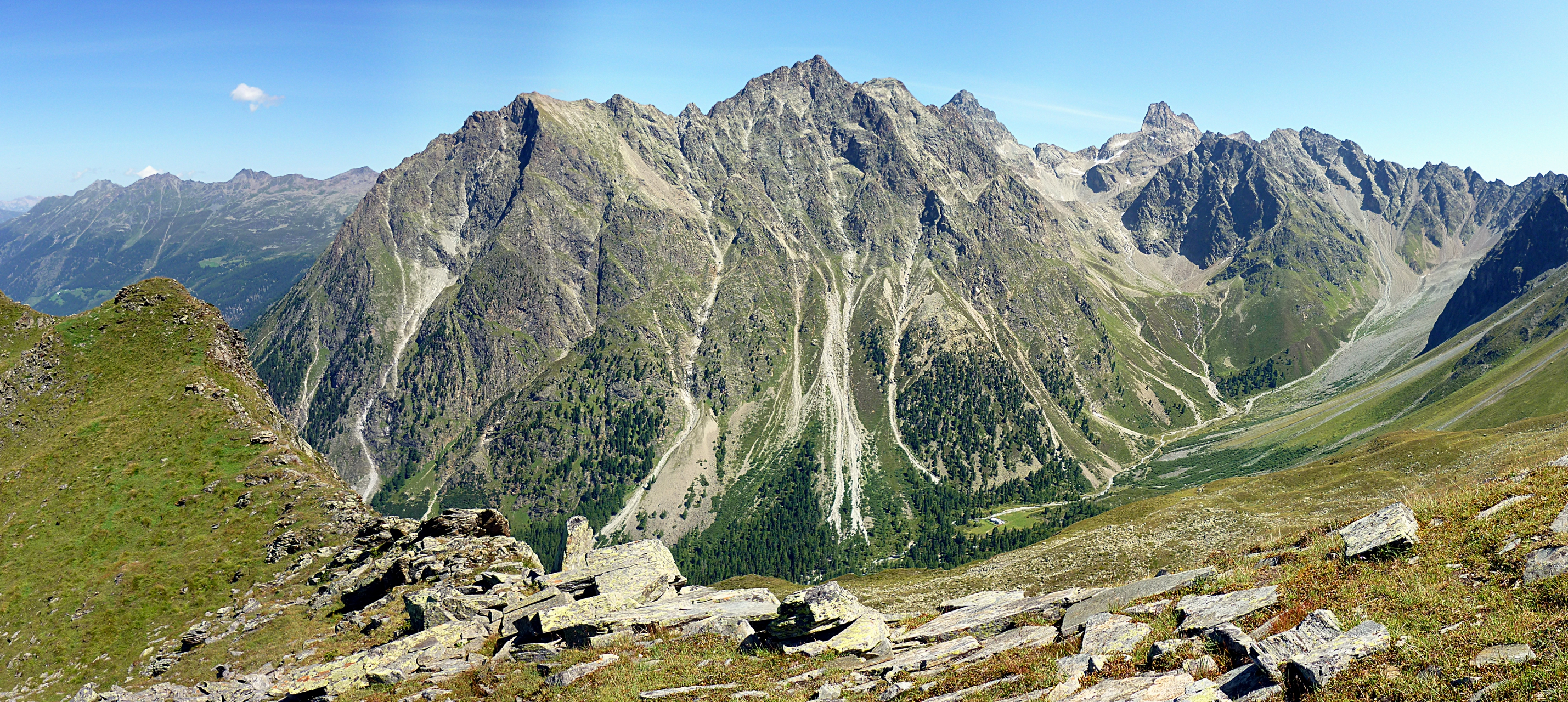
Schweikert und Nachbargipfel